# Giardino dei Semplici
De Giardino dei Semplici (ook wel bekend als Orto Botanico di Firenze) is de botanische tuin gelieerd aan de Universiteit van Florence. De tuin heeft een oppervlakte van 2,3 hectare en ligt aan Via Micheli 3 in Florence, Italië. De tuin is op werkdagen 's ochtends geopend.
De tuin werd op 1 december 1545 opgericht door Cosimo I de' Medici, waarmee het na de Orto botanico di Pisa en de Orto botanico di Padova de op twee na oudste botanische tuin ter wereld is. De tuin werd ontworpen door landschapsarchitect Niccolò Tribolo en de beplanting werd gekozen door Luca Ghini. De tuin kreeg zijn faam onder Cosimo III de' Medici en directeur Pier Antonio Micheli. Zoals met de meeste vroege Europese botanische tuinen focuste de tuin zich aanvankelijk op geneeskrachtige planten. Toen de Società Botanica Italiana in 1753 werd opgericht, schakelde de tuin over op experimentele landbouw en werd de inrichting van de tuin ingrijpend veranderd. De tuin werd in het midden van de negentiende eeuw opengesteld voor publiek. Rond dezelfde tijd werden de 1694 m² grote broeikassen aangelegd.
De botanische tuin is aangesloten bij Botanic Gardens Conservation International, een non-profitorganisatie die botanische tuinen samen wil brengen in een wereldwijd samenwerkend netwerk om te komen tot het behoud van de biodiversiteit van planten.
Vandaag de dag bevat de tuin zo'n 9000 planten die zijn uitgeplant op een min of meer vierkant terrein dat wordt omgeven door muren en wordt doorkliefd door een netwerk van wandelpaden. In het midden van de tuin bevindt zich een fontein. Er zijn een aantal oude bomen in de tuin te zien, waaronder een Taxus baccata uit 1720 en een kurkeik uit 1805. Andere planten zijn:
- Aleppoden
- Atlasceder
- Citroenmelisse
- Cycas revoluta
- Europese hopbeuk
- Honingboom
- Italiaanse cipres
- Italiaanse els
- Kustmammoetboom
- Kweepeer
- Libanonceder
- Lotusboom
- Magnolia grandiflora
- Mexicaanse palmvaren
- Moerascipres
- Moseik
- Steeneik
- Terpentijnboom
- Vederesdoorn
- Venusvliegenvanger
- Watercipres
- Zomereik
- Zwarte den
- Zwepenboom